# Попречна раван
Попречна раван или аксијална раван (која се назива и хоризонтална раван или трансаксијална раван)  замишљена је раван у анатомији човека која је паралелна са тлом и дели тело у анатомском смислу на горњи  (супериорни) део или глкав и доњ  (инфериорни) део или реп, или другачије речено, главу од стопала. Она је у односу на остале две равни тела, управна на короналну и сагиталну раван.

## Анатомија
Попречна раван у анатомији је раван која је попречна на уздужну осу тела са којом се сече под правим углом . Протеже се хоризонтално од напред ка назад и с лева на десно када особа стоји усправно.
Код људи, за разлику од животиња  дели уздужну осу на исти начин као код животиња, али за разлику од других животиња, људи су оријентисани вертикално, а не хоризонтално. То значи да док се код животиња попречна раван обично приказује у супротном положају на дијаграмима, она је и даље окомита на уздужну осу.   
Таква попречна раван назива се и хоризонтална  раван јер дели тело на горњи и доњи део. Пресек у овој равни назива се попречни пресек или хоризонтални пресек . Попречни поглед на тело се види када се гледа под правим углом ( ортогонално ) у односу на попречну раван.
Све равни паралелне са њом, померене нагоре или надоле, такође су попречне или трансверзалне равни. Постоји бесконачно много паралелних попречних равни. Ротације око уздужне осе означене су као кретања у овим равнима. 

## Намена
Попречна раван једна је од равни тела коју користе у анатомији и клиничари у својој пракси за описивање положаја појединих делова тела и њихове међусобне односе.
Попречни пресеци - играју важну улогу у поступцима снимања у радиологији – посебно у приказу попречних пресека тела одређене дебљине пресека (нпр у томографији којом се ствара  серија трансаксијалних снимака попречног пресека који приказују тело које се попречно прегледа, слој по слој)  израчунатих на основу података прегледа. Ови пресеци представљају снимљене сликовне податке у различитим попречним равнима, које прате једна другу на одређеним растојањима дуж осе тела и тако дају слику тела у аксијалним слојевима.
У стоматологији , то су оне равни које пролазе кроз зуб под правим углом у односу на његову дужу осу.
У области дескриптивне геометрије , у оквиру система диедара, хоризонтална раван је она раван која је паралелна хоризонталној равни пројекције и има квалитет да су сви објекти који се у њој налазе представљени у правој величини у хоризонталној пројекцији, која је паралелна са линијом тла.  
У аксонометријским перспективама , хоризонтална раван је она раван која је паралелна и хоризонтална у пројекцији са Х и Y осама.
Код особе која се налази у анатомској референтном положају хоризонтална раван  и остале две равни тела (сагитална и фронтална раван)  међусобно се секу у једној тачки која се назива тежиште тела или центар масе тела.
Попречна раван, или аксијална раван, дели тело на горњу (горњу) и доњу (доњу) половину.

## Покрети у попречној равни
Покрети који се дешавају у овој равни укључују ротацију или хоризонтално кретање, што укључује:
- Ротацију: ротирање трупа или екстремитета око њихове вертикалне осе (нпр  окретање главе улево или удесно)
- Хоризонталну абдукцију: померање руке од средње линије тела када је под углом од 90 степени испред тела
- Хоризонталну адукцију: померање руке према средњој линији тела када је под углом од 90 степени у страну

Осим окретања врата или благог ротирања трупа, покрети у аксијалној (попречној) равни су ређи, али играју важну улогу у одређеним вежбама и спортским активностима.
Примери вежби у попречној (или аксијалној) равни укључују замахивање палицом за голф или бејзбол палицом, абдукцију/адукцију кука у седећем положају, окретање груди , окретање при седењу или било који покрет који укључује ротацију торза.